# La Galette du roi

La Galette du roi est un film français écrit et réalisé par Jean-Michel Ribes en 1985 et sorti l'année suivante.

## Synopsis
Sur l'île (imaginaire) de Corsalina, « riante principauté située à une portée de bouchon de champagne de sa grande sœur la Corse », Maria-Helena, la fille du roi Arnold III, doit épouser Jérémie, le fils de Victor Harris, le roi du surgelé. Le prince Utte, amoureux de Maria-Helena, arrive et il risque de faire annuler le mariage. Les deux pères ont organisé cette union pour sortir d'affaires louches où ils doivent beaucoup d'argent.

## Fiche technique
- Réalisation : Jean-Michel Ribes
- Scénario : Roland Topor, Jean-Michel Ribes
- Dialogues : Roland Topor, Jean-Michel Ribes
- Producteur : Ariel Zeitoun
- Musique : Vladimir Cosma
- Année : 1985
- Durée : 91 minutes
- Genre : comédie

## Distribution
- Jean Rochefort : Arnold III
- Roger Hanin : Victor Harris
- Jacques Villeret : Utte de Danemark
- Pauline Lafont : Maria-Helena
- Christophe Bourseiller : Jérémie Harris
- Pierre-Loup Rajot : Léopold Tallier dit "Léo"
- Jean-Pierre Bacri : L'élégant
- Philippe Khorsand : Clermont
- Claude Piéplu : Lionel Costerman
- Eddy Mitchell : Jo Longo
- Gabriel Jabbour : le prince arabe Ibn
- Christine Citti : Irina von Stoffen
- Laurent Spielvogel : Bourbon Chanterelle
- Jean-François Perrier : Salamanca
- Jess Hahn : Morrisson, le réalisateur télé
- Roland Blanche : le pilote de l'avion
- François Berland : l'huissier du bal
- Alvaro Mancori : l'archevêque
- Jean-Michel Ribes : paparazzi 1
- Roland Topor : paparazzi 2
- Jacques Sereys : le narrateur (voix)

## Bande originale
- Parue initialement en 33 tours, la bande originale du film La Galette du roi a été rééditée chez Disques Cinémusique en 2014. Ce CD comprend une autre musique de film de Vladimir Cosma, Promis... Juré!, qui date de 1987. Voir la présentation en ligne.
- La musique entendue lors de la scène de l'arrivée de la cousine du Dalaï-Lama au mariage, sera réutilisée pour le générique du film Le Moustachu.
- La chanson interprétée par Eddy Mitchell, Le temps qui passe, provient de l'album Eddy Paris Mitchell (1985). Il s'agit de l'adaptation française de la fameuse chanson As Time Goes By du film Casablanca.